# Phil Winslade
 (novembre 2018).
Si vous disposez d'ouvrages ou d'articles de référence ou si vous connaissez des sites web de qualité traitant du thème abordé ici, merci de compléter l'article en donnant les références utiles à sa vérifiabilité et en les liant à la section « Notes et références ».
Phil Winslade, né en 1965 dans le comté de Surrey, est un auteur de comics britannique.

## Biographie
Phil Winslade passe une bonne partie de son enfance « entre quatre murs » à cause d'un souffle au cœur. Son loisir principal est la lecture de comics Marvel, notamment des séries telles que Howard the Duck et Deathlok. Cependant, c'est durant ses études à Birmingham Polytechnic (école polytechnique de Birmingham) qu'il commence à étudier l'art. Son cursus universitaire fini, il élabore divers dessins à buts commerciaux. Son  démarrage dans le milieu du comic book s'accomplit lorsqu'il montre son portfolio à Garth Ennis lors d'une convention de comics à Coventry. C'est ainsi qu'il réalise avec ce dernier la mini-série Goddess parue en 1995. Avant ce projet, il a œuvré sur Crisis and Revolver mais a aussi encré les dessins de Steve Dillon pour Car Warriors paru chez Epic.
En 1997, il est nommé pour le meilleur comic book (Best Comic Book) par la National Cartoonists Society. Durant cette période, il a aussi travaillé sur Skin Tight Orbit d'Elaine Lee et sur The Red Seas avec Ian Edginton. Depuis lors, il travaille pour Marvel Comics, DC Comics et 2000 AD.

## Publications
- Nine Inches to the Mile, avec Igor Goldkind dans Revolver Comic (1990)
- Goddess avec Garth Ennis, mini-série en huit numéros (1995 et Trade paperback en 2002) - parue en trois tomes dans Goddess aux Éditions Le Téméraire (1997-1998)
- Skin Tight Orbit avec Elaine Lee (1997)
- Nevada avec Steve Gerber, Steve Leialoha et Dick Giordano, Vertigo (1998)
- Wonder Woman: Amazonia avec William Messner-Loebs et Paul Kupperberg
- Daredevil/Spider-Man avec Paul Jenkins et Tom Palmer (2001)
- Howard the Duck avec Steve Gerber (2002)
- Flash #192-200 avec Geoff Johns (mai à septembre 2003)
- Tharg's Terror Tales avec Steve Moore, dans 2000 AD #1374 (2004)
- Monolith avec Jimmy Palmiotti, mini-série en 12 numéros (2004-2005)
- Judge Dredd : Caught in the Act avec John Wagner, dans 2000 AD #1450-1451 (2005)
- Warlord (vol.III) #10 avec Bruce Jones (janvier 2007)